# 3030 Vehrenberg
A 3030 Vehrenberg (ideiglenes jelöléssel 1981 EH16) a Naprendszer kisbolygóövében található aszteroida. Schelte J. Bus fedezte fel 1981. március 1-én.